# Roberto Sánchez Palomino

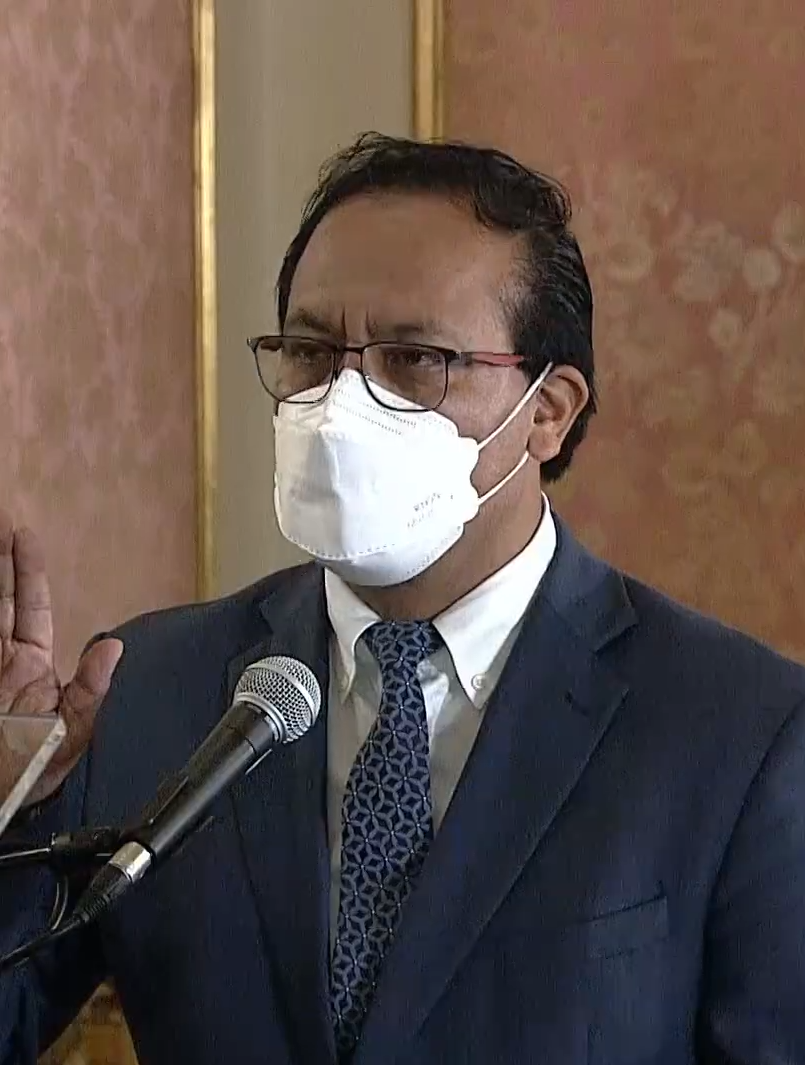
Roberto Sánchez, 2022

Roberto Helbert Sánchez Palomino (* 3. Februar 1969 in Huaral) ist ein peruanischer Psychologe und Politiker. Für das Wahlbündnis Juntos por el Perú ist er seit 2021 Abgeordneter aus der Region Lima im peruanischen Parlament. Vom 29. Juli 2021 bis zum 7. Dezember 2022 war er Minister für Außenhandel und Fremdenverkehr im Kabinett Castillo.

## Leben
Roberto Sánchez wurde 1969 in Huaral in der Region Lima geboren. Er studierte Psychologie an der Universidad Nacional Mayor de San Marcos (UNMSM) in Lima.
Bei den Wahlen in Peru 2006 bewarb er erfolglos um ein Abgeordnetenmandat im peruanischen Kongress für die Liste Concertación Descentralista in der Region Lima, wobei er 1259 Stimmen erhielt. Bei den Regional- und Kommunalwahlen in Peru 2006 kandidierte er – wieder ohne Erfolg – für das Bürgermeisteramt in Huaral als Kandidat der Peruanischen Humanistischen Partei (Partido Humanista Peruano).
Als Mitglied der Peruanischen Humanistischen Partei nahm er 2017 am Gründungsprozess von Juntos por el Perú teil – formal eine Umbenennung der Humanistischen Partei – und wurde Vorsitzender derselben. 2020 war er bei der Provinzgemeinde Huaral für die Soziale Entwicklung verantwortlich.
Bei den Wahlen in Peru 2021 wurde Sánchez als Kandidat von Juntos por el Perú für die Wahlperiode 2021 bis 2026 zum Abgeordneten in den Peruanischen Kongress gewählt, wobei er 29.827 Stimmen erzielte.
Am 29. Juli 2021 ernannte ihn der frisch gewählte Präsident Pedro Castillo für die neue Koalitionsregierung zum Minister für Außenhandel und Fremdenverkehr. Dies blieb er auch nach der Kabinettsumbildung am 6. Oktober 2021 nach dem Rücktritt des Premierministers Guido Bellido.
Am 13. Januar 2024 wurde er wegen der Beteiligung an dem versuchten Staatsstreich von Pedro Castillo angeklagt; das von der Staatsanwaltschaft  beantragte Strafmaß sind 15 Jahre wegen Rebellion.